# Petras Valiūnas
Petras Valiūnas (* 1961 in Druckūnai, Rajongemeinde Varėna) ist ein litauischer Agronom und Politiker.

## Leben
Petras Valiūnas lernte an der Mittelschule in Punia, Rajongemeinde Alytus. Nach dem Abitur 1979 an der Mittelschule Miroslavas lernte er von 1979 bis 1980 an der 35. Berufstechnik-Schule Vilnius und arbeitete von 1980 bis 1981 in Alytus bei AB Snaigė. Von 1981 bis 1986 absolvierte Petras Valiūnas das Diplomstudium an der Lietuvos žemės ūkio akademija bei Kaunas und arbeitete als Agronom.
Von 2005 bis 2010 absolvierte er das Magisterstudium des Rechts an der Vilniaus universitetas. 2005–2013 arbeitete er bei AB bankas „Snoras“ und ab 2013 bei SoDra in Alytus.
1995–1997 und von 2015 bis 2016 war er Mitglied im Rat des Rajons Alytus. Seit 2016 ist er Mitglied im Seimas.